# Simulium solarii
Simulium solarii är en tvåvingeart som beskrevs av Stone 1948. Simulium solarii ingår i släktet Simulium och familjen knott. Inga underarter finns listade i Catalogue of Life.